# 自避行走
在数学中，自避行走（简称：SAW，Self-Avoiding Walk）是一种格点上的随机漫步，但是不能多次通過同一点。因此，SAW不是一种马尔可夫链， 但事實上，SAW模型在物理学、化学、生物学中有很多应用。

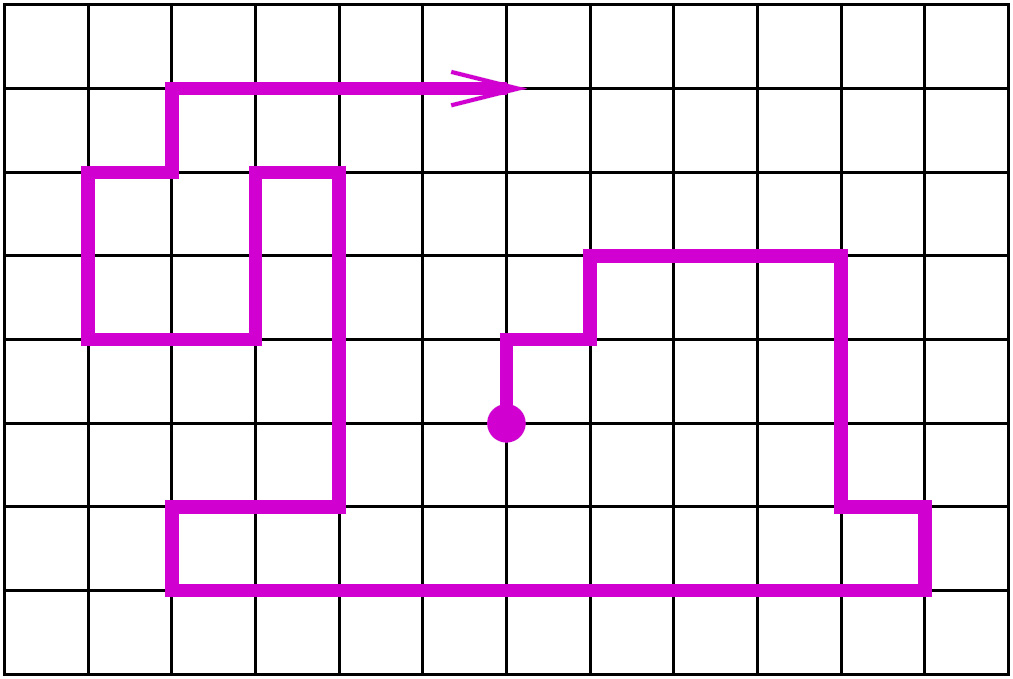
这是自避行走

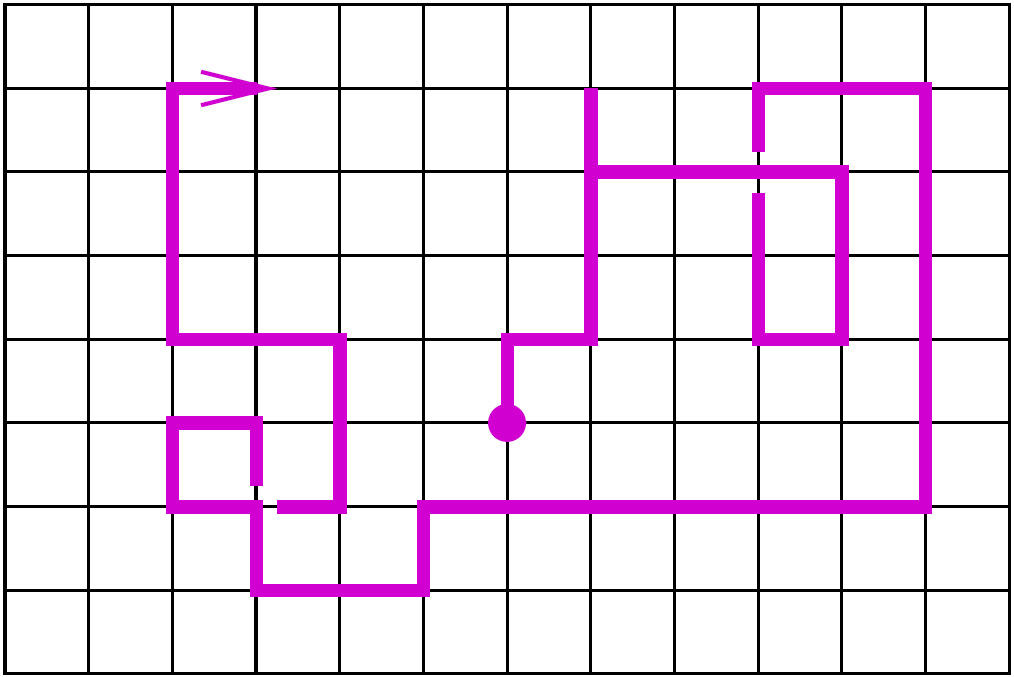
这不是自避行走

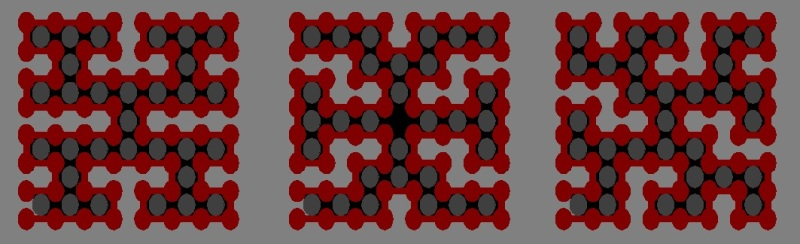
8x8网格图上的三个例子

## 应用
- 溶剂和聚合物
- 蛋白质
- 高分子
- 纽结理论
- 随机漫步
- 保罗·弗洛里学了化学中的自避行走。[1]
- 网络理论[2]
- Gompertz distribution[3]
- ER随机图
- 有数学家认为自避行走的缩放极限是一个κ = 8/3的Schramm-Loewner演变。[4]

## 介绍
自避行走是一个分形。 例如，
| 维度d | 分形维数 |                                               |
| ----- | -------- | --------------------------------------------- |
| d = 2 | 4/3      |                                               |
| d = 3 | 5/3      |                                               |
| d ≥ 4 | 2        | 4是“upper critical dimension”（上面临界维度） |

没有已知的公式用於计算给予格子的SAW数。
m × n 矩形点阵在只允許選擇減少曼哈頓距離的方向從一角往其對角行走的情況下有
{\displaystyle {m+n \choose m,\ n}}
个SAW。

## 普遍性
主要条目：普遍性 (物理学)
设{\displaystyle c_{n}}是SAW数。这满足{\displaystyle c_{n}c_{m}\leq c_{n+m}}因此{\displaystyle \log c_{n}}是次可加的以及
{\displaystyle \mu =\lim _{n\to \infty }c_{n}^{1/n}}
存在。格点六角形（hexagonal lattice）的{\displaystyle \mu ={\sqrt {2+{\sqrt {2}}}}}。（斯坦尼斯拉夫·斯米尔诺夫）
某一猜想稱：当{\displaystyle n\to \infty }的时候
{\displaystyle c_{n}\approx \mu ^{n}n^{11/32}}
上面的{\displaystyle \mu }依赖格点，但是11/32这个数是普遍的。

## 阅读
1. Madras, N.; Slade, G. . Birkhäuser. 1996. ISBN 978-0-8176-3891-7.
2. Lawler, G. F. . Birkhäuser. 1991. ISBN 978-0-8176-3892-4.
3. Madras, N.; Sokal, A. D. . Journal of Statistical Physics. 1988, 50 (1–2): 109–186. Bibcode:1988JSP....50..109M. doi:10.1007/bf01022990.
4. Fisher, M. E. . Journal of Chemical Physics. 1966, 44 (2): 616–622. Bibcode:1966JChPh..44..616F. doi:10.1063/1.1726734.